# UPT Sori Panihi Sp1
UPT Sori Panihi Sp1 is een bestuurslaag in het regentschap Bima van de provincie West-Nusa Tenggara, Indonesië. UPT Sori Panihi Sp1 telt 637 inwoners (volkstelling 2010).